# Ordem de Sukhbaatar
A Ordem de Sukhbaatar (ou Ordem de Suche Bator) (em mongol: Сүхбаатарын одон; tr. Sükhbaataryn odon) é uma condecoração originalmente instituída em 16 de maio de 1941 pela República Popular da Mongólia, em homenagem a Damdin Sükhbaatar, líder do movimento de libertação e da Revolução Popular de 1921. Inspirada na Ordem de Lenin da União Soviética, a condecoração era concedida a cidadãos mongóis e estrangeiros "por serviços especiais à defesa, ao desenvolvimento econômico e cultural do país, e também por atos de heroísmo contra inimigos externos e internos".
Após 1992, com a queda do regime socialista, a Ordem de Sukhbaatar continuou a ser atribuída pela Mongólia moderna, agora por decreto presidencial, embora tenha sido superada em precedência pela Ordem da Estrela Polar.
Além da insígnia, os recipientes da Ordem de Sukhbaatar recebem uma série de privilégios cívicos.

## Estatuto
A Ordem de Sukhbaatar pode ser concedida tanto a indivíduos quanto a coletivos — como instituições, empresas e unidades militares. A premiação é feita em reconhecimento a serviços especialmente notáveis na defesa da independência nacional, no desenvolvimento econômico e cultural, assim como por atos de coragem, bravura e dedicação excepcionais.
A concessão da Ordem era realizada pelo Pequeno Khural da República Popular da Mongólia. Junto com a medalha, o agraciado recebia um livreto de registro da ordem, onde eram colados a fotografia, o nome completo do premiado, o número do prêmio e a descrição do mérito que justificava a honraria.
A Ordem de Sukhbaatar é usada no lado esquerdo do peito. Caso o premiado possua outras ordens ou condecorações mongóis, estas devem ser dispostas após a Ordem de Sukhbaatar.
O prêmio também é conferido aos cidadãos da Mongólia que recebem o título honorífico de Herói da República Popular da Mongólia, em reconhecimento a feitos heroicos excepcionais.

## Descrição
O distintivo da Ordem de Sukhbaatar é composto por uma estrela dourada polida, de cinco pontas em relevo. Entre as pontas da estrela há raios prateados de diferentes tamanhos, com acabamento em esmalte azul. No centro, sobre um fundo circular esmaltado em cinza, aparece um retrato em relevo de busto de Damdin Sükhbaatar, feito em platina, cercado por uma coroa dourada.
Acima do retrato, há uma bandeira revolucionária vermelha, desfraldada para a direita, com franjas detalhadas e a inscrição "СҮХБААТАР" (SUKHBAATAR). Abaixo, está representada uma estrela vermelha esmaltada.
O verso da medalha é liso e levemente côncavo. No centro, há um pino rosqueado com uma porca, usado para fixar a ordem na roupa. O distintivo é fabricado a partir de três peças separadas, que são montadas por meio de pequenos pinos.

### Fita da Ordem
Para uso cotidiano, existia uma versão simplificada da Ordem em forma de fita.
Até 1961, essa fita era metálica e esmaltada. A partir de 1961, passou a ser feita de tecido moiré nas cores da ordem.
| Barreta até 1961 | Barreta desde 1961 |
| ---------------- | ------------------ |
|                  |                    |

## Lista parcial de recipientes
- Ho Chi Minh[1]
- Josef Stalin[1]
- Kim Il-sung[1]
- Natsagiin Bagabandi (2006)[1]
- Todor Jivkov (1980)
- Gueorgui Júkov